# Marlin

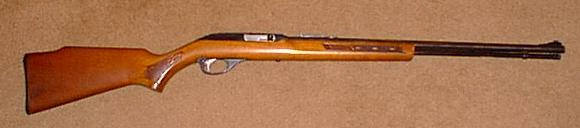
Marlin Model 60 22LR tillverkad 1982.

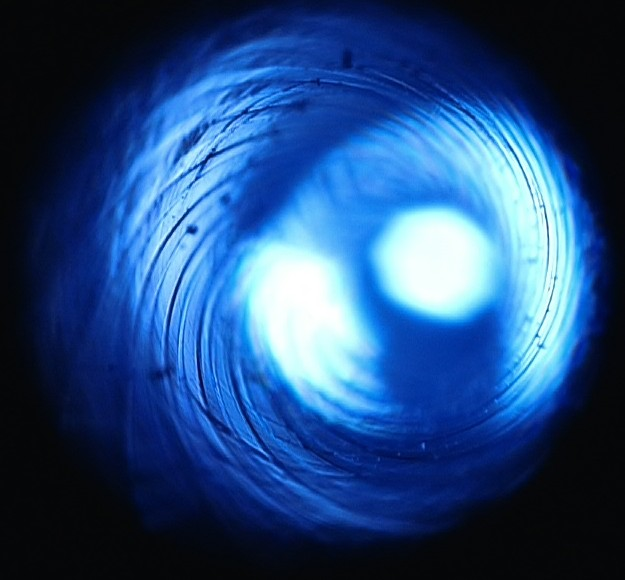
Fäfflat lopp i ett Marlingevär.

Marlin Firearms Company är ett företag med säte i North Haven, Connecticut, USA som tillverkar skjutvapen. I december 2007 köptes Marlin upp av Remington.